# Милашка Су
Милашка Су (яп. 可愛いスーちゃん Каваии Су:-тян) — японская народная песня 1940-х годов, описывающая трудности военной службы для новобранца и его грусть от расставания с девушкой по имени Су. По японской традиции относится к жанру гунка, однако не является военной песней в общем понимании этого термина; её правильнее относить к армейским песням, близким по характеру и методу происхождения к блатным.
Песня «Милашка Су» стихийно появилась в солдатской среде и выражала отвращение и усталость от армейской жизни. Правительство никак не могло одобрить её, поскольку она не звала на борьбу и не восхваляла мужество и стойкость. Песня была запрещена в армии, но продолжала бытовать «подпольно» и достигла определённой популярности. Впоследствии появились 2 пародии на неё, которые обрели немалую известность. Обе они были запрещены правительством.

## Оригинальный текст
| Оригинальный текст | Чтение | Построчный перевод |
| --- | --- | --- |
| お国の為とは言いながら 人の嫌がる軍隊に 召されて行く身の哀れさよ 可愛いスーちゃんと泣き別れ 朝は早よから起こされて 雑巾がけやら掃き掃除 嫌な上等兵にゃいじめられ 泣く泣く送る日の長さ 乾パンかじる暇もなく 消灯ラッパは鳴りひぴく 五尺の寝台わら布団 ここが我らの夢の床 夜の夜中に起こされて 立たなきゃならない不寝番 もしも居眠りしたならば ゆかなきゃならない重営倉 海山遠く離れては 面会人とてさらに無く 着いた手紙の嬉しさよ 可愛いスーチャンの筆の跡 | О-куни но тамэ то ва иинагара Хито но иягару гунтаи ни Мэсарэтэ ику ми но аварэса ё Каваии Су:-тян то накивакарэ Аса ва хаёкара окосарэтэ Дзо: кингакэ яра хакисо: дзи Ия на дзё: то: хэй ни идзимэрарэ Накунаку окуру хи но нагаса Кампан кадзиру хима мо наку Сё: то: раппа ва нарихибику Госяку но синдаи варабутон Коко га варэра но юмэ но токо Ёру но ёнака ни окосарэтэ Татанакя наранаи фусимбан Мосимо инэмури сита нараба Юканакя наранаи дзю: эисо: Уми-яма то: ку хэдатэтэ ва Мэнкаинин тотэ сара ни наку Цуита тэгами но урэсиса ё Каваии Су:-тян но фудэ но ато | «За родину!» — говорят некоторые дураки И в ненавистную всем остальным армию Идут, жалкие личности, А я со слезами расстаюсь с милашкой Су. Будят нас рано поутру И заставляют мыть полы, подметать и убираться. Мерзкие рядовые высшего класса издеваются над нами, Долгие дни мы проводим в слезах. Нет времени даже галету пожевать, Тут же разносится сигнал отбоя. Соломенный тюфяк длиной в 5 футов — Вот наше ложе для сновидений. Будят нас посреди ночи, И нужно стоять в ночном карауле, А если заснёшь там, Придётся идти под арест на гауптвахту. Мы отделены ото всех далёкими морями и горами, Посетителей у нас совсем нет. Пришедшее письмо вызывает радость, Потому что написано оно почерком милашки Су. |

## Нэриканский блюз
Первая пародия на «Милашку Су» появилась после войны. Она называлась «Нэриканский блюз» (яп. 練鑑ブルース Нэрикан буру: су) — от слова «Нэрикан», сокращённого названия токийского изолятора предварительного содержания для несовершеннолетних, который располагался в специальном районе Нэрима. Текст сочинили сидевшие в изоляторе подростки, которые сочли, что обстановка, окружавшая в войну японских солдат, весьма напоминает их собственное тюремное положение (впрочем, сходство армии и тюрьмы характерно для большинства милитаристских стран, например, современной России). К концу 1950-х годов «Нэриканский блюз» набрал такую известность, что на него обратили внимание эстрадные певцы. В 1959 году Кэйдзиро Ямасита, певец в жанре рокабилли, выпустил пластинку с «Блюзом» в своём исполнении. Однако выпуск пришёлся на неудачное время: около 1958 года власти принялись регулировать песни, прославлявшие якудзу и преступный образ жизни. «Нэриканский блюз» был запрещён к продаже и трансляции. Поскольку он должен был стать заглавной музыкальной темой в фильме компании «Тохо» «Ублюдки в клетке» (яп. 檻の中の野郎たち Ори но нака но яро:-тати), кинематографисты попытались выйти из положения. Сценарист Синъити Сэкидзава придумал новые слова приблизительно на ту же тему, что и оригинальный «Блюз», а певец Хироси Мори спел их на старую мелодию «Милашки Су». Получившуюся песню назвали по имени фильма — «Ублюдки в клетке». Однако власти не приняли эти изменения во внимание и запретили «Ублюдков» вместе с «Блюзом». Разумеется, это не помешало распространению их как дворовых блатных песен в молодёжной среде.

### Текст «Нэриканского блюза»
| Оригинальный текст | Нормализация | Построчный перевод |
| --- | --- | --- |
| 身から出ました錆ゆえに 粋なポリ公にパクられて 手錠かけられ意見され 着いた所は鑑別所 父さん母さん許してね これから真面目になりますと 言った言葉も上の空 可愛いあの娘の事ばかり 小さな窓から空見れば あの星あたりが女の家 スケちゃん今頃何してる 写真片手に目に涙 | Ми кара дэмасита саби юэ Ики на порико ни пакурарэтэ Тэдзё: какэрарэ, икэн сарэ Цуита токоро ва камбэцусё То:-сан, ка:-сан, юруситэ нэ Корэ кара мадзимэ ни наримасу то Иитта котоба мо уэ но сора Каваии ано ко но кото бакари Тиисана мадо кара сора мирэба Ано хоси атари га сукэ но яса Сукэ-тян, има горо нани ситэру Сясин кататэ ни, мэ ни намида | Поделом мне, за дурные делишки Сцапали меня франтоватые легавые, Надели мне наручники, стали усовещивать И привезли в изолятор. Простите меня, папа и мама, Я говорил: «Буду теперь жить честно», — Но это были пустые слова, А всё из-за той красивой девчонки. Смотрю из маленького окошка в небо: В окрестностях вон той звезды — хата моей цыпы. Цыпочка, что ты там сейчас делаешь? Сжимаю в руке фотографию, а на глазах — слёзы. |

## Похожие песни
- Солдат (песня) — песня украинской группы «Пятница», в депрессивно-юмористической форме описывающая жизнь призывника.
- Гоп со смыком — русская блатная песня, на музыку которой было написано множество вариантов, в том числе связанных с армией: российские («Пятый батальон» — типичная армейская песня со множеством вариантов), украинский («Мы бежим по выжженной земле» — песня про русско-украинскую войну), польский («Песенка дипломата» — о низкой культуре русского военного дипломата).
- You're In The Army Now — английская песня о призывном рабстве, имеющая похожие по смыслу русские варианты с названием «Теперь ты в армии» (литературный вариант за авторством группы «Ночные Снайперы», армейский — народная песня, начинающаяся словами «В окне автобуса проплыл ебаный военкомат»).
- Join the British Army[англ.] — ирландская повстанческая песня, рассказывающая об отношении потенциального призывника к британской армии («…and fuck the British Army!»).